# Illerkreis (Kempten)

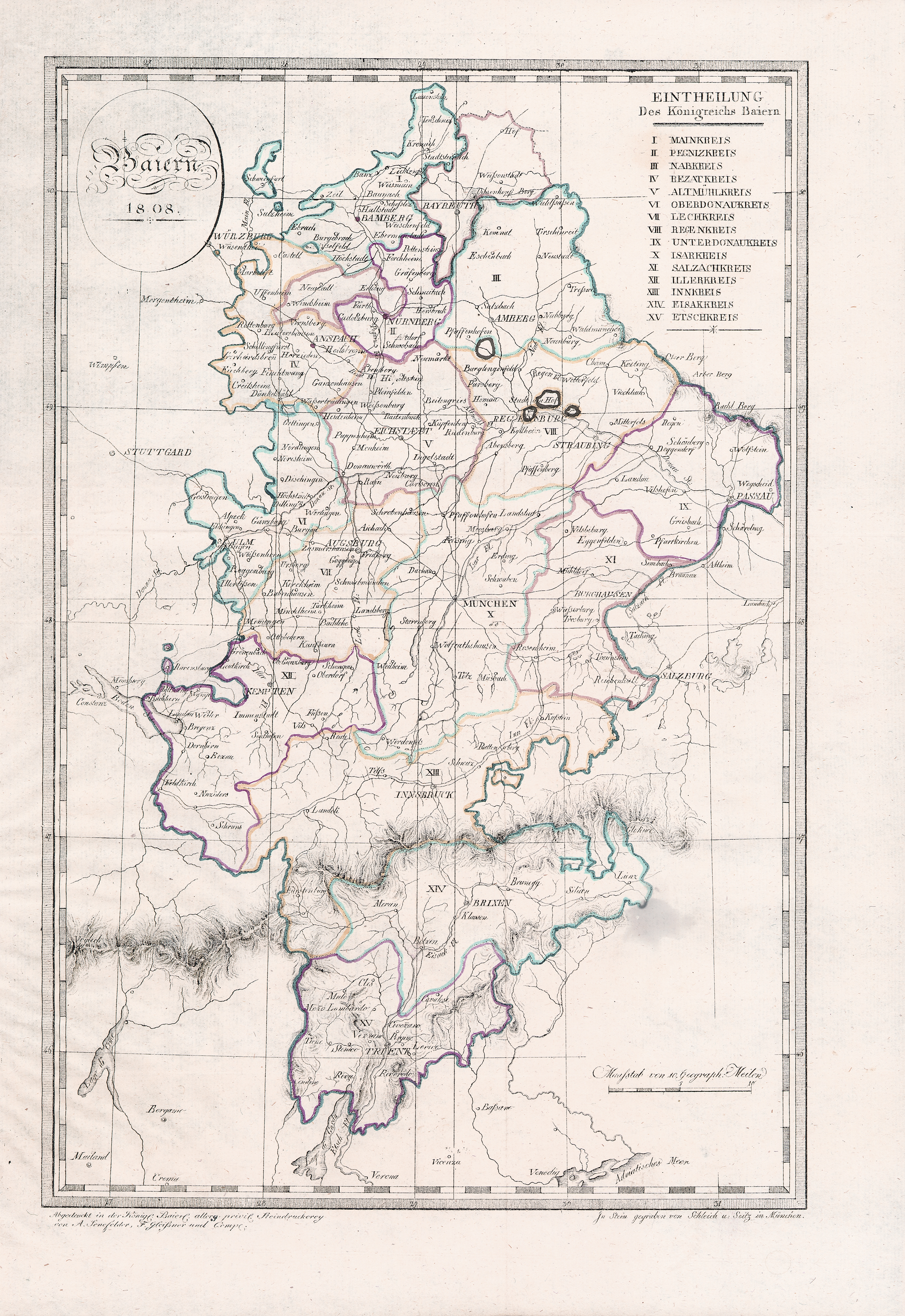
Bayerns Einteilung in Kreise im Jahr 1808

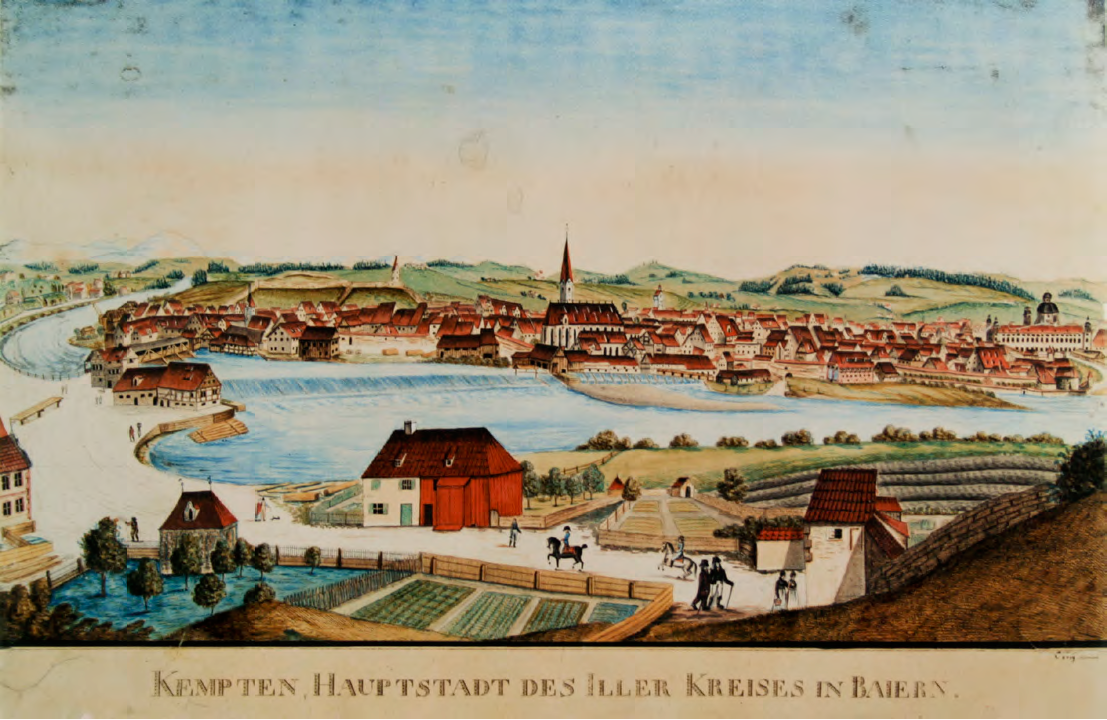
Kempten 1809
„Hauptstadt des Illerkreises“

Der Illerkreis war ab 1808 bis 1817 einer der Kreise des Königreichs Bayern. Kempten im Allgäu war die Hauptstadt des Illerkreises.

## Gliederung

### Städte
Zum Kreis gehören die Kreisunmittelbaren Städte: 
Kempten, Lindau (Bodensee), Memmingen (ab 1810)

### Landgerichte
Der Kreis gliederte sich in folgende Landgerichte älterer Ordnung bzw. Herrschaftsgerichte (HG):
Babenhausen HG (ab 1813), Bregenz ¹, Buchhorn ², Buchloe (ab 1810), Buxheim HG (ab 1813), Dornbirn ¹, Edelstetten HG (ab 1816), Elchingen (ab 1810), Feldkirch ¹, Füssen, Grönenbach, Günzburg (ab 1810), Illertissen (ab 1810), Immenstadt, Inner-Bregenzer-Wald ¹, Kaufbeuren (ab 1810), Kempten, Kirchheim HG (ab 1814), Leutkirch ², Lindau, Mindelheim (ab 1810), Montafon ¹, Oberdorf (Marktoberdorf), Obergünzburg, Ottobeuren (ab 1810), Ravensburg ², Reutte (ab 1810) ¹, Roggenburg (ab 1810), Schongau, Schwabmünchen (ab 1810), Sonnenberg ¹, Sonthofen, Tettnang ², Thannhausen HG (ab 1814), Türkheim (ab 1810), Ursberg (ab 1810), Wangen ², Weiler
¹ 1814 an Österreich abgetreten

² 1810 an Württemberg abgetreten

## Geschichte
Im Jahr 1808 kam es zu einer grundlegenden Neuordnung der Verwaltung Bayerns, die von Maximilian von Montgelas initiiert wurden. Montgelas war damals der leitende Minister des zwei Jahre zuvor gegründeten Königreichs Bayern. Im Rahmen dieser Reform wurde auch die mittlere Verwaltungsebene komplett umgestaltet, wobei die historisch gewachsenen Territorialeinheiten aufgelöst und stattdessen fünfzehn administrative Kreise geschaffen wurden, zu denen auch der Illerkreis gehörte.
Der Illerkreis mit der Hauptstadt Kempten umfasste zunächst 21 Landgerichte und seit 1809 die kreisunmittelbaren Städte Kempten und Lindau, ab 1810 auch Memmingen. 1810 kamen einige Landgerichte an das Königreich Württemberg, gleichzeitig wurde der Illerkreis um einige Landgerichte des Innkreises und des Lechkreises vergrößert, musste jedoch 1814 einige Landgerichte an Österreich abgeben. 1817 wurde der Illerkreis fast ganz dem Oberdonaukreis angegliedert, lediglich das Landgericht Schongau kam zum Isarkreis.
Dem Illerkreis stand als Generalkommissär Karl August von Reisach vor.